# 五人法则
5人法则：关于样本量与衡量总体的确定性之间关系的统计方法。即通过5个随机抽样样本就可以获得对总体的可信度（置信区间）为93.75%推测结果；5人法则是在对某些待决策问题进行量化时推荐采用的方法，样本量小、可信度高，非常符合成本效益原则。
该方法的实现是通过估计中间值。如果我们随机选取的5个数都在实际中间值的一侧的概率是3.125%*2（0.5^5*2）,所以至少有一个大于中间值至少有一个小于中间值的机会是1-3.125%*2。
1. ↑  《数据化决策》美 Douglas W.Hubbard 世界图书出版公司